# Deszczowa Skała

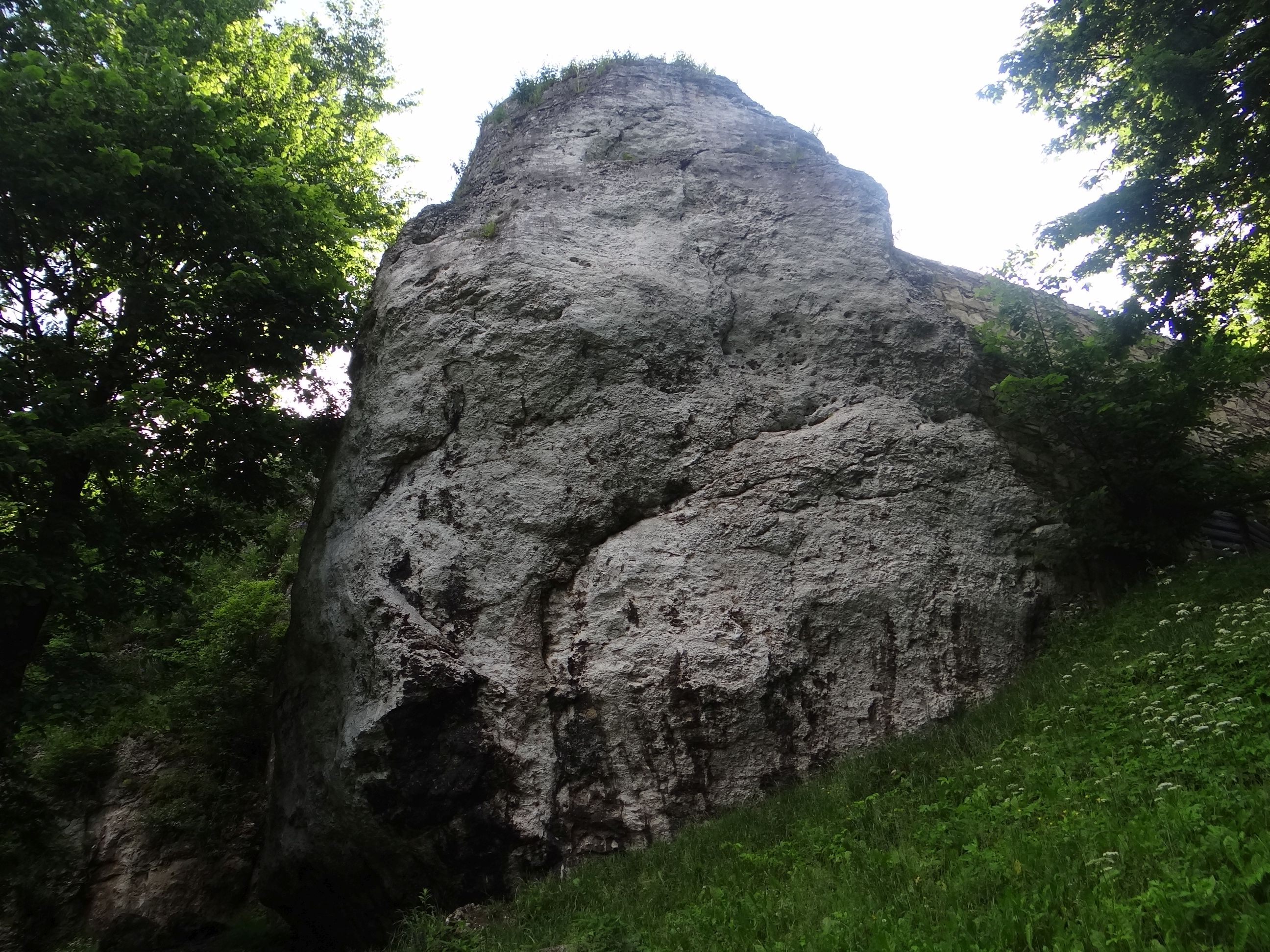

Deszczowa Skała lub Lipie – skała na wzniesieniu Birów w Podzamczu, w powiecie zawierciańskim, w gminie Ogrodzieniec. Znajduje się w grupie skał, na których wybudowano Gród na Górze Birów. W internetowym portalu wspinaczkowym opisana jest jako Lipie I i Lipie II. Pod względem geograficznym znajduje się na Wyżynie Częstochowskiej będącej częścią Wyżyny Krakowsko-Częstochowskiej. 
Deszczowa Skała znajduje się w północnej grupie skał Birowa i jest najbardziej na zachód wysuniętą skałą w tej grupie. Zbudowana jest z twardych wapieni skalistych, ma wysokość do 14 m, ściany pionowe lub przewieszone. Uprawiana jest na niej wspinaczka skalna. 

## Drogi wspinaczkowe
Deszczowa Skała cieszy się wśród wspinaczy skalnych dużą popularnością. Pierwsze drogi wspinaczkowe powstały na niej w 1994 roku. W 2020 r. jest 13 dróg o trudności od V+ do VI.5 w skali Kurtyki. Wszystkie mają zamontowane stałe punkty asekuracyjne w postaci ringów (r) i stanowisk zjazdowych (st).

1. Telecaster; V+, 4r + st
2. Homo bimbrownikus; VI.1, 6r + st
3. 1410; VI, 6r + st
4. 100% brutalności; VI.3, 4r + st
5. Chimera; VI.2+, 6r + st
6. Kroniki Wędrowycza; VI+
7. Ale miała; VI+, 5r + st
8. Jura ja hip; VI.3, 5r + st, 4r + st
9. Kamyk na niebie; VI.5, 5r + st
10. Syndrom niedopchania; VI.4, 5r + st
11. Dyskretny urok upadku; VI.5, 5r + st
12. Deszczowa piosenka; VI.3, 4r + st
13. Deszczowa płyta; VI.3, 5r + st[1].